# هیچ‌کس کامل نیست (فیلم ۱۹۹۰)
هیچ‌کس کامل نیست (به انگلیسی: Nobody's Perfect) فیلمی محصول سال ۱۹۹۰ و به کارگردانی رابرت کایلر است. در این فیلم بازیگرانی همچون چاد لو، گیل اوگریدی، پاتریک برین، رابرت وان، اریک بروسکوتر، آنی کرزن و ماریان آلدا ایفای نقش کرده‌اند.